# Bell Hooks

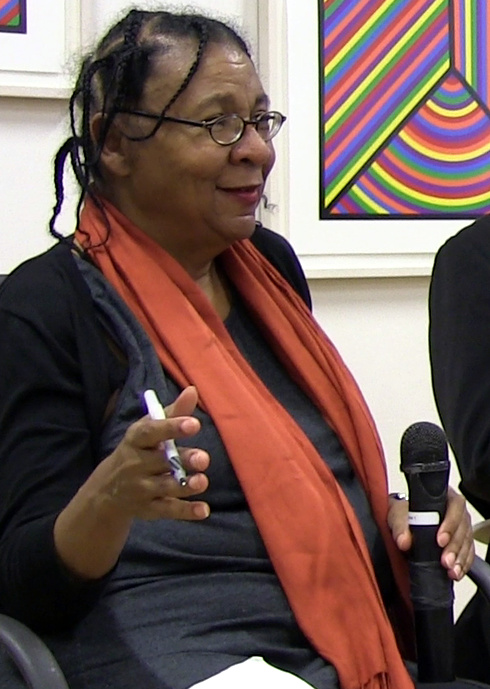
bell hooks (2014)

Bell Hooks (Eigenschreibweise: bell hooks, * 25. September 1952 in Hopkinsville als Gloria Jean Watkins, Kentucky; † 15. Dezember 2021 in Berea, Kentucky) war eine US-amerikanische Hochschullehrerin, Literaturwissenschaftlerin und Autorin. Sie war eine Verfechterin intersektionaler, feministischer, antirassistischer und kapitalismuskritischer Ansätze. Ihr Pseudonym war der Name ihrer indigenen Urgroßmutter, den sie bewusst und konsequent in Kleinschreibung gebrauchte.

## Leben
Bell hooks wuchs in einer Familie afroamerikanischer Abstammung mit fünf Schwestern und einem Bruder auf; ihre Eltern waren der Hausmeister Veodis Watkins und die Hausfrau Rosa Bell Watkins. Sie studierte in Stanford (Bachelor-Abschluss 1973) und an der University of Wisconsin–Madison (Master-Examen 1976). Sie promovierte 1983 an der University of California, Santa Cruz. Sie hatte Lehraufträge an der Yale University und am Oberlin College. Ab 1994 war sie als Professorin für Englische Literatur am City College of New York tätig und 2004 trat sie eine Professur im Berea College, Kentucky, an. Sie war für ihre Vorlesungen, Reden und öffentlichen Auftritte bekannt.
Ihre Disziplin im Denken und Schreiben verdankte sie, so erläuterte sie 1994 in einem Interview, weniger den akademischen Zusammenhängen in Studium und Karriere als vielmehr ihrem „working class background where disciplined work was really valued“. Als „a rare rock star of a public intellectual“ wurde sie 2020 vom Time Magazine bezeichnet, nachdem sie im Rahmen von 100 Women of the Year mit der Kurzbeschreibung „Expanding Feminism“ als Repräsentantin für das Jahr 1984 ausgewählt worden war.
Bell hooks starb im Dezember 2021 im Alter von 69 Jahren nach längerer Krankheit an Nierenversagen.

## Theorie
Die Themen ihrer Schriften sind weit gefasst: Besonders beschäftigte sie sich mit Feminismus und Gender-Fragen, Antirassismus, Klassismus und Kulturkritik. Dabei ging sie von einer intersektionalen Verknüpfung der verschiedenen Machtmechanismen, insbesondere Rassismus, Sexismus und Klassismus aus, die sie in ihrer Kritik immer wieder als Trinität von „weißer Vorherrschaft, Kapitalismus und Patriarchat“ bezeichnete. Diesen Komplex gelte es zu überwinden, wobei nicht auf die Privilegierung durch eine der Herrschaftsformen zurückgegriffen werden könne. So erschien ihr auch die Integration in die Kultur der Weißen als Assimilation nicht anstrebenswert. Stattdessen suchte sie Wege zu einer widerständigen Kultur.

„Antirassistische Arbeit, deren Strategie darauf zielt, daß diese Personen sich als ‚Opfer‘ von Rassismus sehen, und dabei auf eine einschneidende Wirkung bei den Betreffenden setzt, ist fehlgeleitet. Wir müssen einfach zur Kenntnis nehmen, daß Personen mit vielen Privilegien, die in keiner Weise Opfer sind, sich aufgrund ihrer politischen Entscheidung für die Unterdrückten einsetzen können. Diese Solidarität muß nicht unbedingt auf gemeinsamer Erfahrung beruhen. Sie kann sich auf das politische und ethische Verständnis von Rassismus und die Absage an Dominanz gründen. Daraus läßt sich ersehen, wie wesentlich die Erziehung zu einem kritischen Bewußtsein ist, einem Bewußtsein, das Mächtige und Privilegierte in die Lage versetzen kann, sich der Herrschaftsstrukturen zu entledigen, in denen sie verwurzelt sind, ohne sich als Opfer fühlen zu müssen. Mit dieser Einschätzung wird nicht notwendigerweise die kollektive Erkenntnis negiert, daß eine Dominanzkultur darauf ausgerichtet ist, sich völlig verwirrend und verzerrend auf die Psyche der Menschen auszuwirken, oder daß diese Pervertierung verletzt.“

In ihrem sehr autobiographischen Buch Where we stand: Class Matters hob sie die Bedeutung der Klassengesellschaft hervor und beklagte, dass dieser Aspekt in diversen Rassismus- und Gender-Mainstreaming-Diskursen ausgeblendet worden sei. In Anlehnung an Paolo Freire trat sie für eine Erziehung einer Praxis der Freiheit ein und ihr Werk enthält immer wieder Verknüpfungen ihrer Theorien mit pädagogischen Überlegungen. So nahm sie immer wieder zu aktuellen Themen Stellung und als Buddhistin auch zum Buddhismus, wobei sie insbesondere Thích Nhất Hạnh rezipierte.

## Schriften
- Ain’t I a Woman: Black women and feminism (1981), ISBN 0-89608-129-X.
- Feminist Theory from Margin to Center (1984).
- Talking Back: thinking feminist, thinking black (1989).
- Yearning: race, gender, and cultural politics (1990).
- Breaking Bread: insurgent Black intellectual life (1991) (with Cornel West).
- Black Looks: race and representation (1992).
- Sisters of the Yam: black women and self-recovery (1993).
- Teaching to Transgress: education as the practice of freedom (1994).
- Outlaw Culture: resisting representations (1994).
- Art on My Mind: visual politics (1995).
- Killing Rage: ending racism (1995).
- Bone Black: memories of girlhood (1996).
- Reel to Real: race, sex, and class at the movies (1996).
- Wounds of Passion: a writing life (1997).
- (mit Christopher Raschka) Happy to be Nappy (1999) (Kinderbuch), ISBN 0-7868-0427-0.
- Remembered Rapture: the writer at work (1999).
- Feminism is for Everybody (2000), ISBN 0-89608-628-3.
- all about love: new visions (2000), ISBN 0-7043-4664-8.
- where we stand: class matters (2000), ISBN 0-415-92913-X.
- salvation: black people and love (2001), ISBN 978-0-06-095949-4.
- communion: The Female Search for Love (2002), ISBN 978-0-06-093829-1
- Teaching Community: A Pedagogy of Hope (2003), ISBN 0-415-96817-8.
- (mit Christopher Raschka) Skin Again (2004), ISBN 0-7868-0825-X.
- We Real Cool: Black Men and Masculinity (2004).
- The Will to Change: Men, Masculinity, and Love (2004).
- Belonging: A Culture of Place (2009), ISBN 978-0-415-96816-4.
- Teaching Critical Thinking. Practical Wisdom (2010), ISBN 0-415-96820-8.

Deutsch
- bell hooks, Hal Foster und Ines Lindner: GEWALT/geschäfte. Eine Ausstellung zum Topos der Gewalt in der gegenwärtigen künstlerischen Auseinandersetzung. Neue Gesellschaft für Bildende Kunst, Berlin 1994, ISBN 3-926796-34-0 (Katalog zur Ausstellung Gewalt, Geschäfte der Neuen Gesellschaft für Bildende Kunst vom 10. Dezember 1994 bis 17. Februar 1995).
- Black Looks. Popkultur – Medien – Rassismus. Orlanda Frauenverlag, Berlin 1994, ISBN 3-929823-14-4 (englisch: Black looks. Übersetzt von Karin Meissenburg).
- Sehnsucht und Widerstand. Kultur, Ethnie, Geschlecht. Orlanda Frauenverlag, Berlin 1996, ISBN 3-929823-31-4 (englisch: Yearning. Übersetzt von Helga Pfetsch und Marion Sattler Charnitzky).
- Die Bedeutung von Klasse. Warum die Verhältnisse nicht auf Rassismus und Sexismus zu reduzieren sind. Unrast Verlag, Münster 2020, ISBN 978-3-89771-274-4 (englisch: where we stand: Class Matters. Übersetzt von Jessica Yawa Agoku).
- Alles über Liebe – Neue Sichtweisen. Harper Collins, Hamburg 2021, ISBN 978-3-7499-0236-1 (englisch: All about love: New Visions. Übersetzt von Heike Schlatterer).
- Feminismus für alle. Unrast Verlag, Münster 2021, ISBN 978-3-89771-337-6 (englisch: Feminism is for Everybody. Übersetzt von Margarita Ruppel).
- Lieben lernen – Alles über Verbundenheit. HarperCollins, Hamburg 2022, ISBN 978-3-365-00019-9 (amerikanisches Englisch: Communion: The Female Search for Love. Übersetzt von Elisabeth Schmalen).
- Dazugehören. Über eine Kultur der Verortung. Unrast Verlag, Münster 2022, ISBN 978-3-89771-186-0 (englisch: Belonging: A Culture of Place. Übersetzt von Helene Albers).
- Männer, Männlichkeit und Liebe. Der Wille zur Veränderung. Elisabeth Sandmann Verlag, München 2022, ISBN 978-3-945543-97-9 (englisch: The Will to Change. Men, Masculinity, and Love. Übersetzt von Daphne Nechyba).
- Ain’t I a Woman. Schwarze Frauen und Feminismus. Unrast Verlag, Münster 2023, ISBN 978-3-89771-348-2 (englisch: Ain’t I a Woman: Black women and feminism. Übersetzt von Helene Albers).
- Die Welt verändern lernen. Bildung als Praxis der Freiheit. Unrast Verlag, Münster 2024, ISBN 978-3-89771-371-0 (englisch: Teaching to Transgress: education as the practice of freedom. Übersetzt von Helene Albers).
- Gemeinschaft leben lernen. Bildung als Praxis der Hoffnung. Unrast Verlag, Münster 2024, ISBN 978-3-89771-383-3 (englisch: Teaching Community: A pedagogy of hope. Übersetzt von Helene Albers).
- Bone black. Erinnerungen an eine Kindheit. Elisabeth Sandmann Verlag, München 2024, ISBN 978-3-89771-383-3 (englisch: Bone black. Übersetzt von Marion Kraft).